# Gustav Bregenzer
Gustav Bregenzer (né le 16 décembre 1850 à Sigmaringen où il est mort le 4 janvier 1919) est un peintre, dessinateur et poète allemand. 

## Biographie et œuvres
Orphelin de père à 17 ans, Gustav Bregenzer bénéficie d'une bourse d'études octroyée par le prince Charles-Antoine de Hohenzollern-Sigmaringen. Ce mécénat lui permet de poursuivre ses études à l' Académie des beaux-arts de Düsseldorf, qu'il termine, de 1867 à 1870, avec Andreas Müller, Carl Müller et Wilhelm Sohn. 
À l'issue de ses études, Bregenzer passe une décennie à Düsseldorf en tant que portraitiste.  

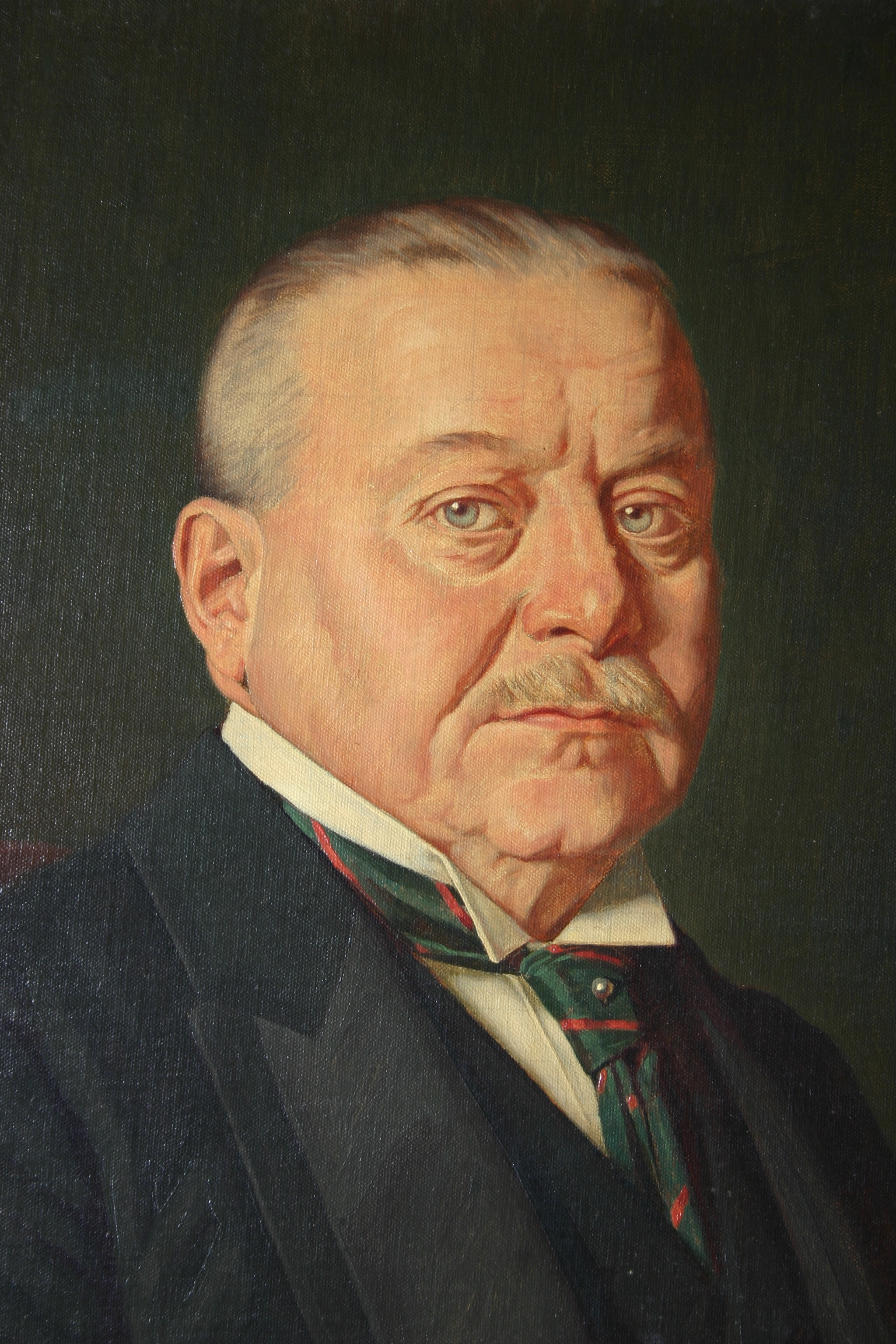
Emil Belzer, portrait de Bregenz de 1912.

L'année 1881 marque une étape cruciale dans la vie de Bregenz : selon les conditions imposées lors de l'octroi de sa bourse d'études, il doit quitter Düsseldorf et retourner à Sigmaringen. Le fils de Charles-Antoine de Hohenzollern, Carol Ier est proclamé roi de Roumanie et Bregenzer reçoit l'ordre de copier les peintures les plus importantes de la galerie princière de Sigmaringen pour la collection d'art du roi Carol à Bucarest. Pendant les dix années suivantes, cette tâche a été l'activité principale de Bregenzer, qui a reçu le titre de peintre de la cour royale roumaine en 1885 pour son travail. Des voyages répétés à Bucarest pendant cette période lui ont valu des portraits supplémentaires. 
De Sigmaringen, Bregenzer est resté en contact avec des galeristes et des associations artistiques à Berlin, Munich, Vienne, Cologne et Wroclaw et a envoyé ses œuvres à des expositions externes dans la mesure du possible, mais sa carrière artistique était limitée dans la ville de province prussienne sur le Danube. Même après le début du siècle, les portraits commandés par les citoyens de Sigmaringen attachaient une grande importance au ton de studio de couleur brune de l'ère wilhelminienne, de sorte que Bregenzer n'avait guère la faculté de échapper au conventionnel artistique car il devait élever une famille nombreuse. 
Bregenzer a remarqué le développement de l'art contemporain, notamment lors de ses voyages en Italie en 1895, à Paris et aux Pays-Bas en 1902, sans qu'il puisse exprimer dans son art les tendances nouvelles. Son propre travail à lui seul ne pouvait en bénéficier que dans des cas individuels, par exemple dans le portrait étonnant du docteur en médecine Johannes Longard. Avec l'âge, cependant, un trait « mélancolique-résigné » dans le personnage de Bregenz a évidemment pris le dessus, et l'artiste se retire de plus en plus dans une existence recluse.   
Sujet à des problèmes de santé, sa tuberculose osseuse le contraint à être amputé du bras gauche en 1916. À la fin de sa vie, Gustav Bregenzer est un artiste oublié. La première exposition personnelle de ses œuvres a eu lieu à l'occasion des 150 ans de sa naissance dans sa ville natale, Sigmaringen.

## Sources
- Archives d'État Sigmaringen, domaine Keller, Dep. 1, vol. 6, n ° 56a, 56b, 66-69.

## Œuvres littéraires
- Fantasmes pittoresques. Poèmes, Sigmaringen, 1885
- « Andreas Achenbach pour ea 90e anniversaire », dans Hohenzollerische Volkszeitung du 29 septembre 1905
- « Quelque chose sur le dessin », dans Hohenzollerische Volkszeitung du 18 juillet 1912

## Littérature
- August Stehle, « Gustav Bregenzer. Un peintre Hohenzollern », dans Hohenzollerische Jahreshefte, 3 (1936), pp. 225-239.
- Josef Mühlebach, « Personnalités importantes de la ville de Sigmaringen », dans 900 ans Sigmaringen 1077–1977, Sigmaringen, 1977, p. 105.